# 爱德华·高尔文
愛德華·高爾文（：1882年11月23日—1956年2月23日）是天主教愛爾蘭籍主教，聖高隆龐外方傳教會會祖。曾任漢陽教區主教(1924年-1956年)。

## 生平

### 早年生活
高爾文出生於1882年11月23日科克郡紐塞鎮。1909年6月20日，高爾文26歲時晉鐸。1910年，借調到美國紐約州布魯克林教區玫瑰堂服務。。1912年1月，他遇到準備前往中國傳教的弗雷澤神父，讓他萌生到中國傳教的願望。1912年2月25日，高爾文獲得此許可離開美國布魯克林教區前往中國傳教。
他與弗雷澤神父從加拿大溫哥華乖乘坐印度女皇號前往中國上海，再到達浙江省學習中文。他在浙江服務四年，對當地的貧困情況感到震驚，促使他返回愛爾蘭建立一個新的傳教士修會。

### 創立外方傳教會
1916年6月，高爾文在返回愛爾蘭途中經過美國。他在美國會見多位主教和神父，提出他成立新傳教修會的建議。同年8月，他抵達愛爾蘭，並決定成立聖高隆龐外方傳教會。以六世紀前赴歐陸的愛爾蘭傳教士聖高隆龐為其主保聖人和典範。1918年6月29日，得到教廷正式批准成立傳教修會。
1920年4月，他率領聖高隆龐外方傳教會首批15名傳教士，前往中國湖北省漢陽傳教。1924年11月1日，高爾文獲時任教宗庇護十一世任命為新成立的漢陽宗座監牧區宗座監牧。

### 牧職
1927年7月14日，漢陽宗座監牧區升格為漢陽宗座代牧區，高爾文也獲升為該區宗座代牧。同年11月6日，祝聖為主教。
1936年，在顯正街建成漢陽聖高隆龐主教座堂。此外，還開辦洛勃脫會修女院、文德書院、文德女子中學、文德小學、高隆龐醫院（即今武漢市第五醫院）、繡花堂、習技廠等。1946年4月11日，聖座決定在中國實行聖統制，漢陽代牧區獲升格為漢陽教區，高爾文也成為首任漢陽教區正權主教。在任期間，曾發生日本侵華及國共內戰。1949年10月1日，中國共產黨在大陸地區建立中華人民共和國，並開始針對天主教進行迫害及打壓。
1952年9月，高爾文在華傳教32年時，中國政府以“對抗人民群眾的反帝愛國運動”為由，驅逐他離開中國。1956年2月23日，高爾文在愛爾蘭逝世，享年73歲。